# Набан (річка)
Наба́н (порт. Nabão; МФА: [nɐ.ˈbɐ̃w]) — річка в Португалії. Притока річки Зезере, складова її річкової системи. Довжина — 61,47 км. Площа басейну — 1053 км².  Притоки — . Бере початок в парафії Лагартейра, містечку Ансіан, на висоті 205 м. Протікає через Анісан і місто Томар. Впадає до річки Зезере. Відома за римських часів. Із річкою пов'язана легенда про святу Ірину Томарську. Річка спричиняла декілька повеней: 1550 року, в 2-ї половині XVII століття, наприкінці XVIII століття, в 1852 і 1909 роках

## Назва
- Наба́н (порт. Nabão, МФА: [nɐ.ˈbɐ̃w], [набаўн]) — сучасна португальська назва. Походить від античної римської назви «Набан» (лат. Nabanus).
- Тома́р (порт. Tomar, Thomar, МФА: [tu.ˈmaɾ], [тума́р]) — середньовічна назва.
- Томаре́л (порт. Tomarel, МФА: [tu.mɐ.ˈɾɛɫ], [тумаре́л]) — середньовічна назва верхів'я річки.